# Stora Hästskär, Borgå
Stora Hästskär är en ö i Finland. Den ligger i Finska viken och i kommunen Borgå i den ekonomiska regionen  Borgå i landskapet Nyland, i den södra delen av landet. Ön ligger omkring 27 kilometer öster om Helsingfors.
Öns area är 2,3 hektar och dess största längd är 200 meter i sydöst-nordvästlig riktning.